# 朝鮮刑事令
朝鮮刑事令（ちょうせんけいじれい）（明治45年制令第11号）は、日本統治下の朝鮮における刑事関係について定めた制令である。明治45年（1912年）3月18日公布、明治45年（1912年）4月1日施行。

## 概要

### 制定理由
朝鮮刑事令の制定の文書に添付された理由書によると制定の理由は次のとおりである。
韓国併合時点において、刑事に関する法規は、内地人又は外国人に対するものと朝鮮人に対するものと二種があり、内地人又は外国人に対する実体法は、概ね（内地の）刑法により、手続法は、刑事訴訟法に些少な変更を設けた他は内地の裁判所の例に依るとした統監府裁判所司法事務取扱令によっていた。一方朝鮮人に関しては、実体法は、旧大韓帝国の時代に制定した刑法大全より、手続法は民刑訴規則によっていた。併合後において、刑事法規に尚、二種の系統が残置されているのは公私ともに非常に不便であり、朝鮮総督府裁判所令の改正を機として従来の刑事法規を統一整理し内外人朝鮮人の区別なく共通の実体法及び手続法を規定し、大概において内地の刑罰法規により、例外として現に朝鮮に行っている刑事訴訟手続に関する特別規定を襲用するのために本令を制定する。

### 構成
制定時点での朝鮮刑事令は、全47条から構成されている。
第1条　刑事に関しては、刑法等次の12法律に依る（依用）と規定。
1. 刑法
2. 刑法施行法
3. 爆発物取締罰則
4. 決闘罪ニ関スル件（明治22年12月30日法律第34号）
5. 通貨及証券模造取締法
6. 外国ニ於テ流通スル貨幣紙幣銀行券証券偽造変造及模造ニ関スル法律（明治38年3月20日法律第66号）
7. 印紙犯罪処罰法
8. 商法ニ従ヒ破産ノ宣告ヲ受ケタル者ニ関スル件（明治23年10月9日法律第101号）
9. 海底電信線保護万国聯合条約罰則
10. 刑事訴訟法
11. 普通治罪法陸軍治罪法海軍治罪法交渉ノ件処分法
12. 外国裁判所ノ嘱託ニ因ル共助法

第2条　第1条の規定により依用する場合、大審院長の規定の読替え
第3条　刑法第75条等の規定を王族に準用し、皇族に対する場合と同一とする。
第4条から第39条　訴訟手続の特則
第40条から第47条　附則。施行期日、経過規定。

## 改正
大正6年12月8日制令第3号　朝鮮刑事令中改正　大正6年12月10日施行
刑事手続の特則の改正。朝鮮刑事令により廃止後もなお効力を有するした刑法大全の規定の削除。
大正8年8月9日制令第16号　朝鮮刑事令中追加　大正8年8月9日施行
司法警察官の職務を行う者に朝鮮総督府道森林主事を追加。。
大正9年3月19日　制令第2号　朝鮮刑事令中改正　大正9年3月19日施行
官制の改正に伴い司法警察官の職務を行う者を改正。
大正10年3月24日制令第3号　朝鮮刑事令中改正　大正10年3月24日施行
官制の改正に伴い司法警察官の職務を行う者を改正。
大正10年4月30日制令第8号　朝鮮刑事令中改正　大正10年6月2日施行
刑事手続の特則の改正。
大正11年12月7日制令第14号朝鮮刑事令中改正　大正13年1月1日施行
依用する法律を定める第1条第8号から第13号を次のように改正。
　　8　海底電信線保護万国聯合条約罰則
　　9　刑事訴訟法
　　10　外国裁判所ノ嘱託ニ因ル共助法
　　11　刑事訴訟費用法
昭和4年5月7日制令第7号朝鮮刑事令中改正　昭和4年10月1日施行
朝鮮民事令の改正に伴う改正。
昭和5年9月8日制令第8号朝鮮刑事令中改正　昭和5年9月10日施行
依用する法律に次を追加
　　1の2　盗犯等ノ防止及処分ニ関スル法律（昭和5年5月22日法律第9号）
昭和8年1月17日制令第4号朝鮮刑事令中改正　昭和8年2月1日施行
依用する法律に次を追加及び関連の改正。
　　12　刑事補償法
昭和10年5月28日制令第8号朝鮮刑事令中改正　昭和10年6月2日施行
刑事訴訟法113条中「二月」とあるのを「三月」、「一月毎」とあるのを「二月毎」とする旨の改正。
昭和13年4月28日制令第18号朝鮮刑事令中改正　昭和13年5月1日施行
依用する法律に次を追加及び関連の改正。
　　10の2 日満司法事務共助法
昭和13年7月14日制令第25号朝鮮刑事令中改正　昭和13年7月15日施行
朝鮮と満州国との司法共助を現行犯に関して司法警察官が行うことができるとした。
上記の改正により1945年8月9日現在の時点で、依用されていた法律は次のようになる。
　　1　刑法
　　1の2　盗犯等ノ防止及処分ニ関スル法律（昭和5年5月22日法律第9号）
　　2　刑法施行法
　　3　爆発物取締罰則
　　4　決闘罪ニ関スル件（明治22年12月30日法律第34号）
　　5　通貨及証券模造取締法
　　6　外国ニ於テ流通スル貨幣紙幣銀行券証券偽造変造及模造ニ関スル法律（明治38年3月20日法律第66号）
　　7　印紙犯罪処罰法
　　8　海底電信線保護万国聯合条約罰則
　　9　刑事訴訟法
　　10 外国裁判所ノ嘱託ニ因ル共助法
　　10の2 日満司法事務共助法
　　11　刑事訴訟費用法
　　12　刑事補償法

## 日本の敗戦後の効力
日本の敗戦により朝鮮総督府が降伏し、北緯38度線を境界に北側がソヴィエト連邦、南側がアメリカ合衆国により占領された。ソヴィエト連邦占領地区においては、旧法令の無効が宣言されたが、アメリカ合衆国占領地区においては、昭和20年（1945年）8月9日現在の法令は、アメリカ合衆国の占領機関である在朝鮮米国陸軍司令部軍政庁が特に廃止しない限り効力を有するとされ、更に大韓民国成立後においても憲法に抵触しない限り有効とされた。
刑事法分野においては、他の分野に比べて比較的早く、1953年の刑法及び1954年の刑事訴訟法の制定により、朝鮮刑事令により依用される日本法の適用が継続はほとんどが終了している。
刑法（法律第293号） 1953年9月18日公布1953年10月3日施行
附則第10条により次の法令を廃止。
　　1　刑法
　　1の2　盗犯等ノ防止及処分ニ関スル法律（昭和5年5月22日法律第9号）
　　2　刑法施行法
　　3　爆発物取締罰則
　　4　決闘罪ニ関スル件（明治22年12月30日法律第34号）
　　5　通貨及証券模造取締法
　　6　外国ニ於テ流通スル貨幣紙幣銀行券証券偽造変造及模造ニ関スル法律（明治38年3月20日法律第66号）
　　7　印紙犯罪処罰法
刑事訴訟費用法（法律第338号）1954年9月9日公布1954年9月1日施行(遡及適用)
この法律施行前の刑事訴訟費用法を廃止
刑事訴訟法（法律第341号）1954年9月23日公布1954年5月23日施行(遡及適用)
朝鮮刑事令中刑事訴訟に関する規定を廃止。該当は次の3法律。
　　9　刑事訴訟法
　　10 外国裁判所ノ嘱託ニ因ル共助法
　　10の2 日満司法事務共助法
刑事補償法（法律第494号）1958年8月13日公布1959年1月1日施行
朝鮮刑事令により依るとされる刑事補償法を廃止
朝鮮刑事令により依るとされる法律のうち、海底電信線保護万国聯合条約罰則のみ処理が明確ではない。大韓民国は海底電信線保護万国聯合条約の当時国ではないので、大韓民国の成立の時点で失効と解される。
旧法令（1948年7月16日以前に施行され大韓民国憲法第100条により効力を存続したもの）は、1961年7月15日公布施行された旧法令整理に関する特別措置法（法律第659号）は、1961年12月31日までに改廃するものとされ、これがされなかったものは、同法第3条の規定により1962年1月20日に廃止されたとみなされた。これによりすでに実態が消滅していた朝鮮刑事令は、形式的にはこの日に廃止された。